# USS Ingraham (DD-444)
«Інгрем» (англ. USS Ingraham (DD-444) — військовий корабель, ескадрений міноносець типу «Глівз» військово-морських сил США за часів Другої світової війни.
«Інгрем» був закладений 15 листопада 1939 року на верфі Charleston Navy Yard у Норт-Чарлстоні, де 15 лютого 1941 року корабель був спущений на воду. 19 липня 1941 року він увійшов до складу ВМС США.

## Історія служби
Нетривалий час «Інгрем» брав участь в операціях поздовж Східного узбережжя, у грудні його перевели до ескортних сил для супроводу конвоїв. У 1942 році він супроводжував конвої між США, Ісландією та Великою Британією, доставляючи припаси, вкрай необхідні союзникам. «Інгрем» продовжував виконувати свої обов'язки з ескорту конвоїв до Європи, а також південніше до Панамського каналу.
«Інгрем» охороняв конвой Т 20, що прямував з Галіфакса до Шотландії. Після помилкового повідомлення про ворожий підводний човен, конвойні кораблі почали маневрувати, щоб знайти противника в сильному тумані. У ніч на 22 серпня, коли есмінець розслідував обставини зіткнення есмінця «Бак» і новозеландського транспортного корабля HMT Awatea, «Інгрем» сам зіткнувся з танкером-заправником «Чеманг» біля берегів Нової Шотландії, і майже відразу затонув. У наслідок зіткнення здетонували на кормі його глибинні бомби. В результаті катастрофи вижили лише 11 чоловіків.